# Krasnoïe (village, raïon de Kouchtchiovskaïa)
Pour les articles homonymes, voir Krasnoïe.
Krasnoïe (russe : Красное) est un village situé dans le raïon de Kouchtchiovskaïa, dans le kraï de Krasnodar, en Russie. Il est le centre administratif de l’établissement rural du village de Krasnoïe.

## Culture locale et patrimoine

### Lieux et monuments
- Église Saintes-Martyres-Foi-Espérance-Charité-et-leur-Mère-Sophie